# Coach Snoop
Coach Snoop è una docu-serie statunitense del 2018, distribuita da Netflix.
La serie segue l'artista hip-hop Snoop Dogg mentre allena la sua squadra Snoop's Steelers alla Snoop Youth Football League (SYFL).

## Trama
Snoop Dogg allena la sua squadra di football americano Snoop's Steelers nella Snoop Youth Football League (YSFL). Il SYFL è stato istituito da Snoop nel 2005 nell'area di Los Angeles come programma doposcuola per mantenere i bambini concentrati sui loro obiettivi piuttosto che sulla vita di strada.

## Episodi
| nº | Titolo originale      | Titolo italiano               | Pubblicazione USA | Pubblicazione Italia |
| -- | --------------------- | ----------------------------- | ----------------- | -------------------- |
| 1  | To Live And Die In LA | Vivere e morire a Los Angeles | 2 febbraio 2018   | 2 febbraio 2018      |
| 2  | Love Of The Game      | La passione per il football   | 2 febbraio 2018   | 2 febbraio 2018      |
| 3  | Making It Out         | Riuscire a uscirne            | 2 febbraio 2018   | 2 febbraio 2018      |
| 4  | The City With No Pity | La città senza pietà          | 2 febbraio 2018   | 2 febbraio 2018      |
| 5  | In A Haze             | Strafatto                     | 2 febbraio 2018   | 2 febbraio 2018      |
| 6  | Role Models           | Modelli di vita               | 2 febbraio 2018   | 2 febbraio 2018      |
| 7  | Innocent No More      | Non più innocenti             | 2 febbraio 2018   | 2 febbraio 2018      |
| 8  | The Word Of Life      | La parola della vita          | 2 febbraio 2018   | 2 febbraio 2018      |

## Interpreti e doppiatori
- Snoop Dogg, doppiato da Alessandro Quarta.
- K-Mac, doppiato da Massimo De Ambrosis.
- Big-D, doppiato da Stefano Thermes.
- Coach Black, doppiato da Francesco De Francesco.
- Aaron Sr, doppiato da Luigi Ferraro.
- Ronnie, doppiato da Alessandro Budroni.
- Shady, doppiato da Mirko Cannella.
- Nykauni, doppiata da Francesca Guadagno.
- Marcus, doppiato da Roberto Draghetti.
- J-Rock, doppiato da Francesco Aimone.
- Dwayne, doppiato da Francesco Ferri.
- Maximus, doppiato da Gabriele Patriarca.
- Tamika, doppiata da Monica Ward.
- Mayla, doppiata da Giulia Catania.